# Núber Cano
Núber Cano (* 6. September 1935) ist ein ehemaliger uruguayischer Fußballspieler.

## Verein
Der linke Verteidiger Cano gehörte von 1960 bis 1963 und erneut 1965 dem Kader Peñarols in der Primera División an, das in jenen Jahren von den Trainern Roberto Scarone, Bela Guttman und Roque Máspoli betreut wurde. 1960, 1961, 1962 und 1965 gewann er mit den Aurinegros vier Landesmeistertitel. Ebenfalls 1960 und 1961 sicherte Cano sich mit seinem Verein die Trophäe in der seinerzeit noch als Copa Campeones de América bezeichneten Copa Libertadores. Cano kam dabei 1960 in beiden Finalspielen gegen Paraguays Vertreter Club Olimpia allerdings nicht zum Einsatz. In den Endspielen des Folgejahres gegen Palmeiras São Paulo absolvierte er jedoch beide Partien. Als weiterer Titelgewinn des Jahres 1961 ist zudem der Sieg im Weltpokal verzeichnet. Cano bestritt sowohl Hin-, Rück- und Entscheidungsspiel gegen Benfica Lissabon. 1962 stand für Peñarol erneut die Teilnahme an den Finalspielen der Copa Campeones de América an, in denen der uruguayische Klub dieses Mal aber dem brasilianischen Vertreter FC Santos letztlich die Trophäe überlassen musste. Cano lief dabei in allen drei Finalspielen von Beginn an auf.

## Erfolge
- 1× Weltpokal 1961
- 2× Copa Libertadores 1960, 1961
- 4× Uruguayischer Meister 1960, 1961, 1962, 1965